# André Lotterer
André Lotterer (Duisburgo, 19 de novembro de 1981) é um automobilista alemão.

## Biografia

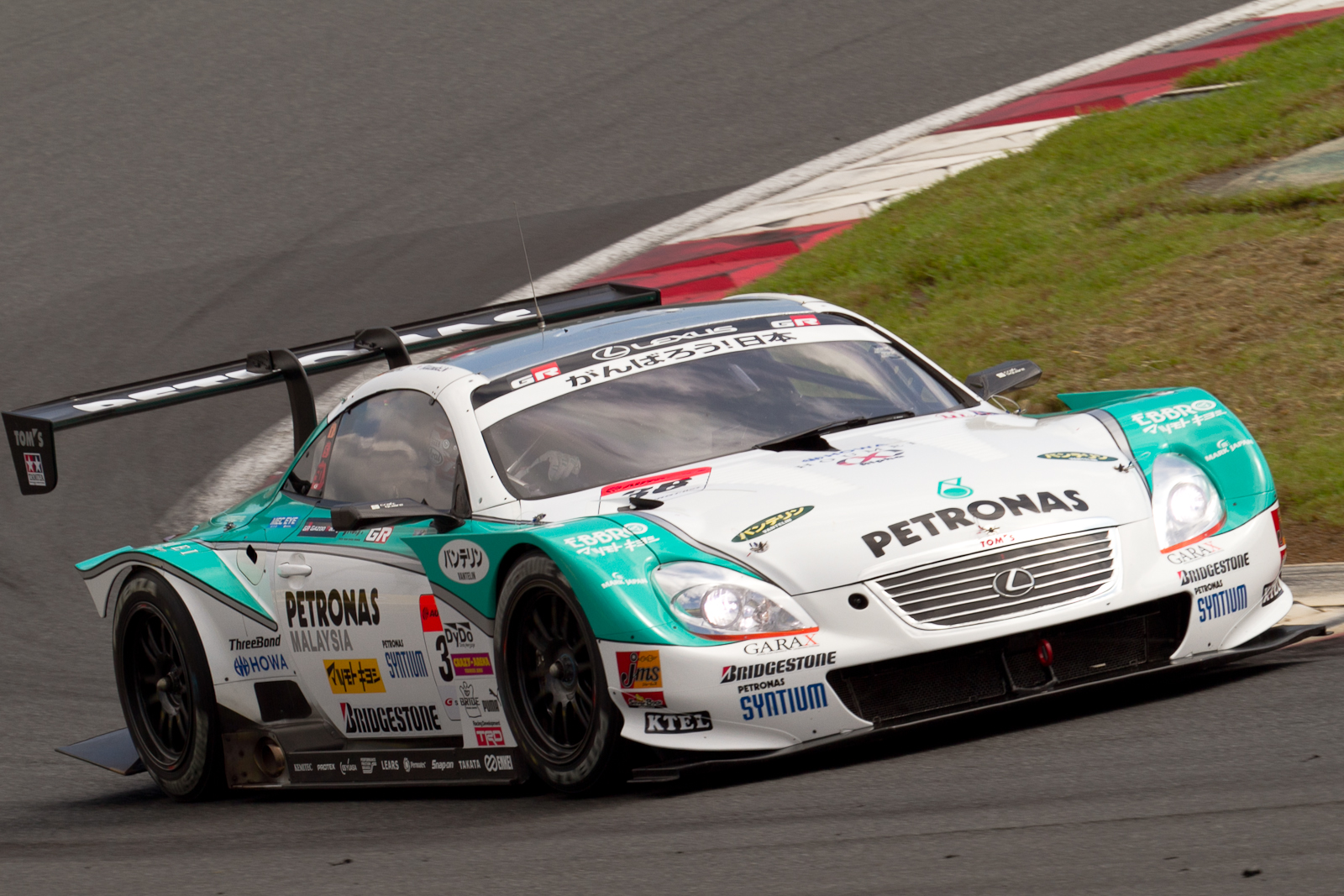
Lotterer na Super GT em 2011

Lotterer nasceu em Duisburgo, Alemanha, filho de pai alemão-peruano, Henri Lotterer, e mãe belga. Ele foi criado por sua mãe em Nivelles, Bélgica. Ele compete com uma licença de corrida belga, mas opta por representar a Alemanha.
Entre 2003 e 2018 Lotterer morou em Tóquio, Japão. Desde então, ele se mudou para Mônaco e costuma visitar Nivelles, a cidade em que foi criado, bem como sua cidade natal na Alemanha. Os passatempos do Lotterer fora das corridas incluem ciclismo, colecionar e dirigir carros clássicos, fotografia, dirigir buggies e descobrir comidas novas.

## Carreira
André Lotterer é três vezes campeão das 24 Horas de Le Mans pela montadora de carros alemã Audi, formando com Marcel Fässler e Benoît Tréluyer o trio que mais levou vitórias gerais na prova de resistência francesa na década de 2010.
Estreou na Fórmula Nippon/Super Formula em 2003 ficando na categoria até 2017, também correu na Super GT entre 2003 e 2011, correu pelo Campeonato Mundial de Endurance entre 2012 e 2019.
Estreou na Fórmula 1 no Grande Prêmio da Bélgica de 2014 substituindo Kamui Kobayashi.
Lotterer ingressou na Fórmula E com a equipe Techeetah na temporada de 2017–18, em parceria com Jean-Éric Vergne. Ele permaneceu com a equipe Techeetah para a disputa da temporada seguinte.
Ele se juntou à equipe recém-chegada TAG Heuer Porsche em 17 de julho de 2019, em parceria com Neel Jani. Lotterer permaneceu na equipe Porsche para as disputas das temporadas seguintes.
Lotterer estava programado para deixar a Fórmula E no final da temporada de 2021–22. No entanto, ele assinou com a equipe Avalanche Andretti, para fazer parceria com Jake Dennis e substituir Oliver Askew na temporada de 2022–23. Após seis temporadas na Fórmula E, Lotterer deixou a categoria para se concentrar em seus compromissos de corrida de resistência no ano seguinte.

## Registro de corrida

### Resumo de carreira
| Season  | Series                                 | Team                  | Races       | Wins        | Poles       | F/Laps      | Podiums     | Points      | Position    |
| ------- | -------------------------------------- | --------------------- | ----------- | ----------- | ----------- | ----------- | ----------- | ----------- | ----------- |
| 1998    | Formula BMW Junior                     |                       | 20          | 14          | ?           | ?           | ?           | 318         | 1st         |
| 1999    | Formula BMW ADAC                       | BMW Rookie Team       | 18          | 15          | 9           | ?           | 15          | 324         | 1st         |
| 1999    | Eurocup Formula Renault 2.0            | RC Motorsport         | 9           | 1           | ?           | ?           | ?           | 86          | 5th         |
| 2000    | German Formula 3 Championship          | Opel Team BSR         | 20          | 3           | 1           | 2           | 7           | 151         | 4th         |
| 2000    | FIA European Formula Three Cup         | Opel Team BSR         | 1           | 0           | 0           | 0           | 0           | N/A         | 8th         |
| 2001    | Formula One                            | Jaguar Racing F1 Team | Test driver | Test driver | Test driver | Test driver | Test driver | Test driver | Test driver |
| 2001    | British Formula 3 Championship         | Jaguar Junior Team    | 25          | 1           | 3           | 1           | 5           | 143         | 7th         |
| 2001    | Masters of Formula 3                   | Jaguar Racing         | 1           | 0           | 0           | 0           | 1           | N/A         | 2nd         |
| 2002    | Formula 1                              | Jaguar Racing F1 Team | Test driver | Test driver | Test driver | Test driver | Test driver | Test driver | Test driver |
| 2002    | FIA GT Championship – N-GT             | Freisinger Motorsport | 1           | 0           | 0           | 0           | 1           | 9           | 19th        |
| 2002    | CART                                   | Dale Coyne Racing     | 1           | 0           | 0           | 0           | 0           | 1           | 22nd        |
| 2003    | Formula Nippon                         | Nakajima Racing       | 10          | 0           | 1           | 0           | 3           | 22          | 5th         |
| 2003    | JGTC                                   | Nakajima Racing       | 5           | 0           | 0           | 0           | 1           | 19          | 16th        |
| 2004    | Formula Nippon                         | Nakajima Racing       | 9           | 2           | 1           | 1           | 4           | 33          | 2nd         |
| 2004    | JGTC                                   | Nakajima Racing       | 7           | 1           | 0           | 0           | 1           | 42          | 8th         |
| 2005    | Formula Nippon                         | Nakajima Racing       | 9           | 2           | 0           | 0           | 2           | 20          | 4th         |
| 2005    | Super GT                               | Nakajima Racing       | 8           | 0           | 1           | 0           | 1           | 38          | 9th         |
| 2006    | Formula Nippon                         | TOM'S Racing          | 9           | 2           | 0           | 0           | 3           | 30          | 3rd         |
| 2006    | Super GT                               | Toyota Team TOM'S     | 9           | 1           | 0           | 0           | 3           | 80          | 1st         |
| 2007    | Formula Nippon                         | TOM'S Racing          | 9           | 1           | 0           | 1           | 3           | 37          | 5th         |
| 2007    | Super GT                               | Toyota Team TOM'S     | 9           | 1           | 0           | 0           | 1           | 54          | 6th         |
| 2008    | Formula Nippon                         | Petronas Team TOM'S   | 11          | 0           | 0           | 0           | 4           | 49          | 3rd         |
| 2008    | Super GT                               | Toyota Team TOM'S     | 9           | 0           | 0           | 0           | 4           | 63          | 3rd         |
| 2008–09 | A1 Grand Prix                          | A1 Team Germany       | 2           | 0           | 0           | 0           | 0           | 2           | 21st        |
| 2009    | 24 Horas de Le Mans                    | Kolles                | 1           | 0           | 0           | 0           | 0           | N/A         | 7th         |
| 2009    | Formula Nippon                         | Petronas Team TOM'S   | 8           | 1           | 0           | 0           | 4           | 39          | 3rd         |
| 2009    | Super GT                               | Lexus Team TOM'S      | 9           | 1           | 0           | 0           | 5           | 88          | 1st         |
| 2010    | 24 Horas de Le Mans                    | Audi Sport Team Joest | 1           | 0           | 0           | 0           | 1           | N/A         | 2nd         |
| 2010    | Formula Nippon                         | Petronas Team TOM'S   | 8           | 1           | 0           | 0           | 7           | 43          | 2nd         |
| 2010    | Super GT                               | Lexus Team TOM'S      | 7           | 1           | 0           | 0           | 3           | 62          | 2nd         |
| 2011    | 24 Horas de Le Mans                    | Audi Sport Team Joest | 1           | 1           | 0           | 0           | 1           | N/A         | 1st         |
| 2011    | Formula Nippon                         | Petronas Team TOM'S   | 6           | 5           | 2           | 1           | 6           | 56          | 1st         |
| 2011    | Super GT                               | Lexus Team TOM'S      | 8           | 0           | 0           | 0           | 0           | 39          | 8th         |
| 2012    | Campeonato Mundial de Endurance da FIA | Audi Sport Team Joest | 8           | 3           | 3           | 0           | 7           | 172.5       | 1st         |
| 2012    | 24 Horas de Le Mans                    | Audi Sport Team Joest | 1           | 1           | 1           | 0           | 1           | N/A         | 1st         |
| 2012    | Formula Nippon                         | Petronas Team TOM'S   | 8           | 2           | 1           | 0           | 3           | 38          | 4th         |
| 2013    | Campeonato Mundial de Endurance da FIA | Audi Sport Team Joest | 8           | 3           | 3           | 0           | 6           | 149.25      | 2nd         |
| 2013    | 24 Horas de Le Mans                    | Audi Sport Team Joest | 1           | 0           | 0           | 0           | 0           | N/A         | 5th         |
| 2013    | Super Formula                          | Petronas Team TOM'S   | 4           | 2           | 0           | 2           | 4           | 37          | 2nd         |
| 2014    | Campeonato Mundial de Endurance da FIA | Audi Sport Team Joest | 8           | 2           | 0           | 0           | 2           | 127         | 2nd         |
| 2014    | 24 Horas de Le Mans                    | Audi Sport Team Joest | 1           | 1           | 0           | 0           | 1           | N/A         | 1st         |
| 2014    | Super Formula                          | Petronas Team TOM'S   | 8           | 2           | 3           | 1           | 4           | 34.5        | 3rd         |
| 2014    | Formula 1                              | Caterham F1 Team      | 1           | 0           | 0           | 0           | 0           | 0           | NC          |
| 2015    | Campeonato Mundial de Endurance da FIA | Audi Sport Team Joest | 8           | 2           | 0           | 0           | 8           | 161         | 2nd         |
| 2015    | 24 Horas de Le Mans                    | Audi Sport Team Joest | 1           | 0           | 0           | 0           | 1           | N/A         | 3rd         |
| 2015    | Super Formula                          | Petronas Team TOM'S   | 8           | 3           | 2           | 1           | 3           | 40          | 3rd         |
| 2016    | Campeonato Mundial de Endurance da FIA | Audi Sport Team Joest | 9           | 0           | 3           | 0           | 3           | 104         | 5th         |
| 2016    | 24 Horas de Le Mans                    | Audi Sport Team Joest | 1           | 0           | 0           | 0           | 0           | N/A         | 4th         |
| 2016    | Super Formula                          | VANTELIN Team TOM'S   | 9           | 0           | 0           | 1           | 3           | 30          | 2nd         |
| 2017    | Campeonato Mundial de Endurance da FIA | Porsche LMP Team      | 6           | 0           | 2           | 0           | 4           | 83          | 4th*        |
| 2017    | 24 Horas de Le Mans                    | Porsche LMP Team      | 1           | 0           | 0           | 0           | 0           | N/A         | DNF         |
| 2017    | Super Formula                          | Vantelin Team TOM's   | 7           | 1           | 0           | 0           | 3           | 20          | 6th*        |
| 2017    | Blancpain Endurance Series             | Audi Sport Team WRT   | 1           | 0           | 0           | 0           | 0           | 0           | NC*         |

* Season still in progress.

### Resultados completos de CART / Champ Car
| Year | Team              | Chassis     | Engine       | 1   | 2   | 3   | 4   | 5  | 6   | 7   | 8   | 9   | 10  | 11  | 12  | 13  | 14  | 15  | 16  | 17  | 18  | 19     | Rank | Points |
| ---- | ----------------- | ----------- | ------------ | --- | --- | --- | --- | -- | --- | --- | --- | --- | --- | --- | --- | --- | --- | --- | --- | --- | --- | ------ | ---- | ------ |
| 2002 | Dale Coyne Racing | Lola B02/00 | Ford XF V8 t | MTY | LBH | MOT | MIL | LS | POR | CHI | TOR | CLE | VAN | MDO | ROA | MTL | DEN | ROC | MIA | SRF | FON | MXC 12 | 22nd | 1      |

### Resultados completos da fórmula Nippon / Super Formula
(Races in bold indicate pole position)
| Year | Entrant             | 1       | 2       | 3       | 4       | 5       | 6       | 7       | 8       | 9     | 10      | 11     | DC   | Points |
| ---- | ------------------- | ------- | ------- | ------- | ------- | ------- | ------- | ------- | ------- | ----- | ------- | ------ | ---- | ------ |
| 2003 | Nakajima Racing     | SUZ 2   | FUJ 4   | MIN 7   | MOT 6   | SUZ Ret | SUG 2   | FUJ 3   | MIN 9   | MOT 5 | SUZ Ret |        | 5th  | 22     |
| 2004 | Nakajima Racing     | SUZ 2   | SUG 4   | MOT 1   | SUZ 8   | SUG Ret | MIN Ret | SEP 1   | MOT 3   | SUZ 7 |         |        | 2nd  | 33     |
| 2005 | Nakajima Racing     | MOT 11  | SUZ Ret | SUG 9   | FUJ Ret | SUZ Ret | MIN 10  | FUJ 1   | MOT Ret | SUZ 1 |         |        | 4th  | 20     |
| 2006 | TOM'S Racing        | FUJ 8   | SUZ 5   | MOT 1   | SUZ 5   | AUT 8   | FUJ 2   | SUG Ret | MOT Ret | SUZ 1 |         |        | 3rd  | 30     |
| 2007 | TOM'S Racing        | FUJ Ret | SUZ 5   | MOT 2   | OKA Ret | SUZ 13  | FUJ 1   | SUG 7   | MOT 4   | SUZ 2 |         |        | 5th  | 37     |
| 2008 | Petronas Team TOM'S | FUJ Ret | SUZ 3   | MOT 2   | OKA 2   | SUZ 2   | SUZ 4   | MOT 11  | MOT 7   | FUJ 5 | FUJ 4   | SUG 12 | 3rd  | 49     |
| 2009 | Petronas Team TOM'S | FUJ 10  | SUZ 3   | MOT 5   | FUJ 8   | SUZ 7   | MOT 1   | AUT 2   | SUG 2   |       |         |        | 3rd  | 39     |
| 2010 | Petronas Team TOM'S | SUZ 3   | MOT 3   | FUJ 2   | MOT Ret | SUG 3   | AUT 1   | SUZ 3   | SUZ 2   |       |         |        | 2nd  | 43     |
| 2011 | Petronas Team TOM'S | SUZ 1   | AUT     | FUJ 1   | MOT 2   | SUZ C   | SUG 1   | MOT 1   | MOT 1   |       |         |        | 1st  | 56     |
| 2012 | Petronas Team TOM'S | SUZ 5   | MOT 1   | AUT Ret | FUJ 1   | MOT 2   | SUG 10  | SUZ 5   | SUZ 8   |       |         |        | 4th  | 38     |
| 2013 | Petronas Team TOM'S | SUZ     | AUT 1   | FUJ 1   | MOT 2   | SUG 2   | SUZ     | SUZ     |         |       |         |        | 2nd  | 37     |
| 2014 | Petronas Team TOM'S | SUZ 6   | FUJ 4   | FUJ 1   | FUJ 6   | MOT     | AUT 1   | SUG Ret | SUZ 3   | SUZ 2 |         |        | 3rd  | 34.5   |
| 2015 | Petronas Team TOM'S | SUZ 1   | OKA 8   | FUJ 5   | MOT 4   | AUT 11  | SUG 1   | SUZ 1   | SUZ Ret |       |         |        | 3rd  | 40     |
| 2016 | VANTELIN Team TOM'S | SUZ 7   | OKA 8   | FUJ 4   | MOT 2   | OKA 12  | OKA 4   | SUG 5   | SUZ 2   | SUZ 2 |         |        | 2nd  | 30     |
| 2017 | Vantelin Team TOM's | SUZ 5   | OKA 1   | OKA 3   | FUJ 3   | MOT 7   | AUT Ret | SUG 10  | SUZ     | SUZ   |         |        | 6th* | 20*    |

* Season still in progress.

### Complete resultados JGTC / Super GT
(key) (Races in bold indicate pole position; races in italics indicate fastest lap)
| Year | Team              | Car         | Class | 1      | 2     | 3       | 4      | 5      | 6       | 7      | 8      | 9     | DC   | Points |
| ---- | ----------------- | ----------- | ----- | ------ | ----- | ------- | ------ | ------ | ------- | ------ | ------ | ----- | ---- | ------ |
| 2003 | Nakajima Racing   | Honda NSX   | GT500 | TAI    | FUJ   | SUG     | FUJ 13 | FUJ 9  | MOT Ret | AUT 2  | SUZ 12 |       | 16th | 19     |
| 2004 | Nakajima Racing   | Honda NSX   | GT500 | TAI 10 | SUG 4 | SEP 9   | TOK 6  | MOT 1  | AUT 12  | SUZ 5  |        |       | 8th  | 42     |
| 2005 | Nakajima Racing   | Honda NSX   | GT500 | OKA 5  | FUJ 8 | SEP 5   | SUG 13 | MOT 10 | FUJ 2   | AUT 14 | SUZ 10 |       | 9th  | 38     |
| 2006 | Toyota Team TOM'S | Lexus SC430 | GT500 | SUZ 1  | OKA 8 | FUJ 3   | SEP 15 | SUG 4  | SUZ 10  | MOT 2  | AUT 7  | FUJ 4 | 1st  | 80     |
| 2007 | Toyota Team TOM'S | Lexus SC430 | GT500 | SUZ 7  | OKA 5 | FUJ DNS | SEP 8  | SUG 5  | SUZ 1   | MOT 6  | AUT 6  | FUJ 6 | 6th  | 54     |
| 2008 | Toyota Team TOM'S | Lexus SC430 | GT500 | SUZ 3  | OKA 4 | FUJ 2   | SEP 7  | SUG 10 | SUZ 3   | MOT 3  | AUT 8  | FUJ 7 | 3rd  | 63     |
| 2009 | Lexus Team TOM'S  | Lexus SC430 | GT500 | OKA 11 | SUZ 2 | FUJ 2   | SEP 6  | SUG 7  | SUZ 8   | FUJ 3  | AUT 1  | MOT 2 | 1st  | 88     |
| 2010 | Lexus Team TOM'S  | Lexus SC430 | GT500 | SUZ 4  | OKA 3 | FUJ 2   | SEP 8  | SUG 7  | SUZ 10  | FUJ C  | MOT 1  |       | 2nd  | 62     |
| 2011 | Lexus Team TOM'S  | Lexus SC430 | GT500 | OKA 4  | FUJ 4 | SEP 6   | SUG 9  | SUZ 6  | FUJ 15  | AUT 4  | MOT 8  |       | 8th  | 39     |

### Complete 24 horas de Le Mans resultados
| Ano  | Equipe                | Co-pilotos                               | Carro                   | Classe | Voltas | Pos. | Class Pos. |
| ---- | --------------------- | ---------------------------------------- | ----------------------- | ------ | ------ | ---- | ---------- |
| 2009 | Kolles                | Charles Zwolsman, Jr. Narain Karthikeyan | Audi R10 TDI            | LMP1   | 369    | 7°   | 7°         |
| 2010 | Audi Sport Team Joest | Marcel Fässler Benoît Tréluyer           | Audi R15 TDI plus       | LMP1   | 396    | 2°   | 2°         |
| 2011 | Audi Sport Team Joest | Marcel Fässler Benoît Tréluyer           | Audi R18 TDI            | LMP1   | 355    | 1°   | 1°         |
| 2012 | Audi Sport Team Joest | Marcel Fässler Benoît Tréluyer           | Audi R18 e-tron quattro | LMP1   | 378    | 1°   | 1°         |
| 2013 | Audi Sport Team Joest | Marcel Fässler Benoît Tréluyer           | Audi R18 e-tron quattro | LMP1   | 338    | 5°   | 5°         |
| 2014 | Audi Sport Team Joest | Marcel Fässler Benoît Tréluyer           | Audi R18 e-tron quattro | LMP1-H | 379    | 1°   | 1°         |
| 2015 | Audi Sport Team Joest | Marcel Fässler Benoît Tréluyer           | Audi R18 e-tron quattro | LMP1   | 393    | 3°   | 3°         |
| 2016 | Audi Sport Team Joest | Marcel Fässler Benoît Tréluyer           | Audi R18                | LMP1   | 367    | 4°   | 4°         |
| 2017 | Porsche LMP Team      | Neel Jani Nick Tandy                     | Porsche 919 Hybrid      | LMP1   | 318    | DNF  | DNF        |

### Complete os resultados da FIA World Endurance Championship
| Year | Entrant               | Class | Chassis                 | Engine                                  | 1       | 2     | 3       | 4     | 5     | 6      | 7       | 8     | 9     | Rank | Points |
| ---- | --------------------- | ----- | ----------------------- | --------------------------------------- | ------- | ----- | ------- | ----- | ----- | ------ | ------- | ----- | ----- | ---- | ------ |
| 2012 | Audi Sport Team Joest | LMP1  | Audi R18 e-tron quattro | Audi TDI 3.7L Turbo V6 (Hybrid Diesel)  | SEB 11  | SPA 2 | LMS 1   | SIL 1 | SÃO 2 | BHR 1  | FUJ 2   | SHA 3 |       | 1st  | 172.5  |
| 2013 | Audi Sport Team Joest | LMP1  | Audi R18 e-tron quattro | Audi TDI 3.7L Turbo V6 (Hybrid Diesel)  | SIL 2   | SPA 1 | LMS 5   | SÃO 1 | COA 3 | FUJ 14 | SHA 1   | BHR 2 |       | 2nd  | 149.25 |
| 2014 | Audi Sport Team Joest | LMP1  | Audi R18 e-tron quattro | Audi TDI 4.0 L Turbo V6 (Hybrid Diesel) | SIL Ret | SPA 5 | LMS 1   | COA 1 | FUJ 6 | SHA 4  | BHR 4   | SÃO 5 |       | 2nd  | 127    |
| 2015 | Audi Sport Team Joest | LMP1  | Audi R18 e-tron quattro | Audi TDI 4.0 L Turbo V6 (Hybrid Diesel) | SIL 1   | SPA 1 | LMS 3   | NÜR 3 | COA 2 | FUJ 3  | SHA 3   | BHR 2 |       | 2nd  | 161    |
| 2016 | Audi Sport Team Joest | LMP1  | Audi R18                | Audi TDI 4.0 L Turbo Diesel V6 (Hybrid) | SIL EX  | SPA 5 | LMS 4   | NÜR 3 | MEX 2 | COA 6  | FUJ Ret | SHA 6 | BHR 2 | 5th  | 104    |
| 2017 | Porsche LMP Team      | LMP1  | Porsche 919 Hybrid      | Porsche 2.0 L Turbo V4 (Hybrid)         | SIL 3   | SPA 4 | LMS Ret | NÜR 2 | MEX 2 | COA 2  | FUJ     | SHA   | BHR   | 4th* | 83*    |

* Season still in progress.

### Resultados completos da Fórmula 1
(legenda) Corridas em negrito indicam pole position; em itálico indicam a volta mais rápida.
| Temporada | Equipe   | Chassis        | Motor                     | 1   | 2   | 3   | 4   | 5   | 6   | 7   | 8   | 9   | 10  | 11  | 12      | 13  | 14  | 15  | 16  | 17  | 18  | 19  | Classificação | Pontos |
| --------- | -------- | -------------- | ------------------------- | --- | --- | --- | --- | --- | --- | --- | --- | --- | --- | --- | ------- | --- | --- | --- | --- | --- | --- | --- | ------------- | ------ |
| 2014*     | Caterham | Caterham CT-05 | Renault Energy F1-2014 V6 | AUS | MAL | BHR | CHN | ESP | MON | CAN | AUT | GBR | ALE | HUN | BEL Ret | ITA | SIN | JAP | RUS | EUA | BRA | EAU | -             | 0      |